# Forrest Highway
La Forrest Highway est une route de 95 kilomètres de long située dans les régions de Peel et de South West en Australie-Occidentale, et étendant la Kwinana Freeway provenant de Perth de l'est de Mandurah jusqu'à Bunbury.
La Old Coast Road, datant des années 1840, était la route reliant Mandurah à Bunbury à l'origine. Une partie de cette route, et de la voie de contournement d'Australind et d'Eaton, ont été intégrés à la Forrest Highway.